# Giuseppe Amati
Giuseppe Amati O. F. M. Conv. (Massafra, 4 maggio 1617 – Roma, 1º ottobre 1688) è stato un religioso italiano, francescano, Ministro generale dell'Ordine dei Frati Minori Conventuali dal 1677 al 1683.

## Biografia
Nacque a Massafra da Orazio e Rosa Valentini e gli fu imposto il nome di battesimo Donato, che cambiò in Giuseppe con il noviziato. Alla sua formazione contribuirono i Frati Conventuali del Convento di San Rocco in contrada Palata. Nel 1652 si laureò in teologia e nel 1657 in Teologia dogmatica. Amati venne nominato Inquisitore a Siena.
Il 15 novembre 1677 venne eletto 74º successore di san Francesco, carica che mantenne fino al 1683.
Amati nel suo ruolo fu molto vicino all'opera di riforma di Papa Innocenzo XI.
Fu nominato vescovo di Assisi, ma rinunciò alla carica.
Padre Amati morì a Roma nel 1688. Le sue spoglie furono poste nella Basilica dei Santi XII Apostoli di Roma.